# Enggenhütten
Enggenhütten ist eine Ortschaft und eine Streusiedlung im Bezirk Schlatt-Haslen im Kanton Appenzell Innerrhoden in der Ostschweiz.
Der Weiler Enggenhütten liegt nördlich der Kantonsstrasse Appenzell–Hundwil und besteht aus einer Kapelle, einem Schul- und einem Wirtshaus.

## Geschichte
Enggenhütten wurde um 1200 als In Enkkinhuttun (enge Hütte) erstmals erwähnt. Von 1670 bis 1673 erfolgte der Bau der Kapelle St. Peter und Paul, die 1974 bis 1975 restauriert und vergrössert wurde. 1989 wurde der Schulbetrieb eingestellt. Im bäuerlich geprägten Enggenhütten wohnen seit einigen Jahren vermehrt auch Pendler mit Arbeitsorten in den Kantonen Appenzell Ausserrhoden und St. Gallen.

## Kapelle St. Peter und Paul
Gebaut wurde die Kapelle St. Peter und Paul auf Boden, der Gemeingut war. Der damalige Altar war in einfachem Renaissance-Stil gehalten. Er war von zwei Statuen und bis 1892 von einem Bild vom Sturm auf dem Meer begleitet. 1773 erhielt die Kapelle eine barocke Turmfom und eine Glocke. 1891/92 erfolgte eine Renovation mit dem heutigen spitzhelmigen Dachreiter.
Die mittelgrosse Kapelle im landesüblichen Barockschema hat einen saalartigen Innenraum, der von einer in der Farbigkeit von 1891 belassenen gewalmten Felderdecke überwölbt wird. Das Rundfenster von 1975 zeigt den heiligen Wendelin. Das 1735 gemalte Altarbild ist eine Leihgabe des Frauenklosters Appenzell und zeigt die Himmelfahrt Mariens. An der Wand befindet sich ein ehemaliges Chorbogen-Kruzifix aus dem letzten Viertel des 17. Jahrhunderts.

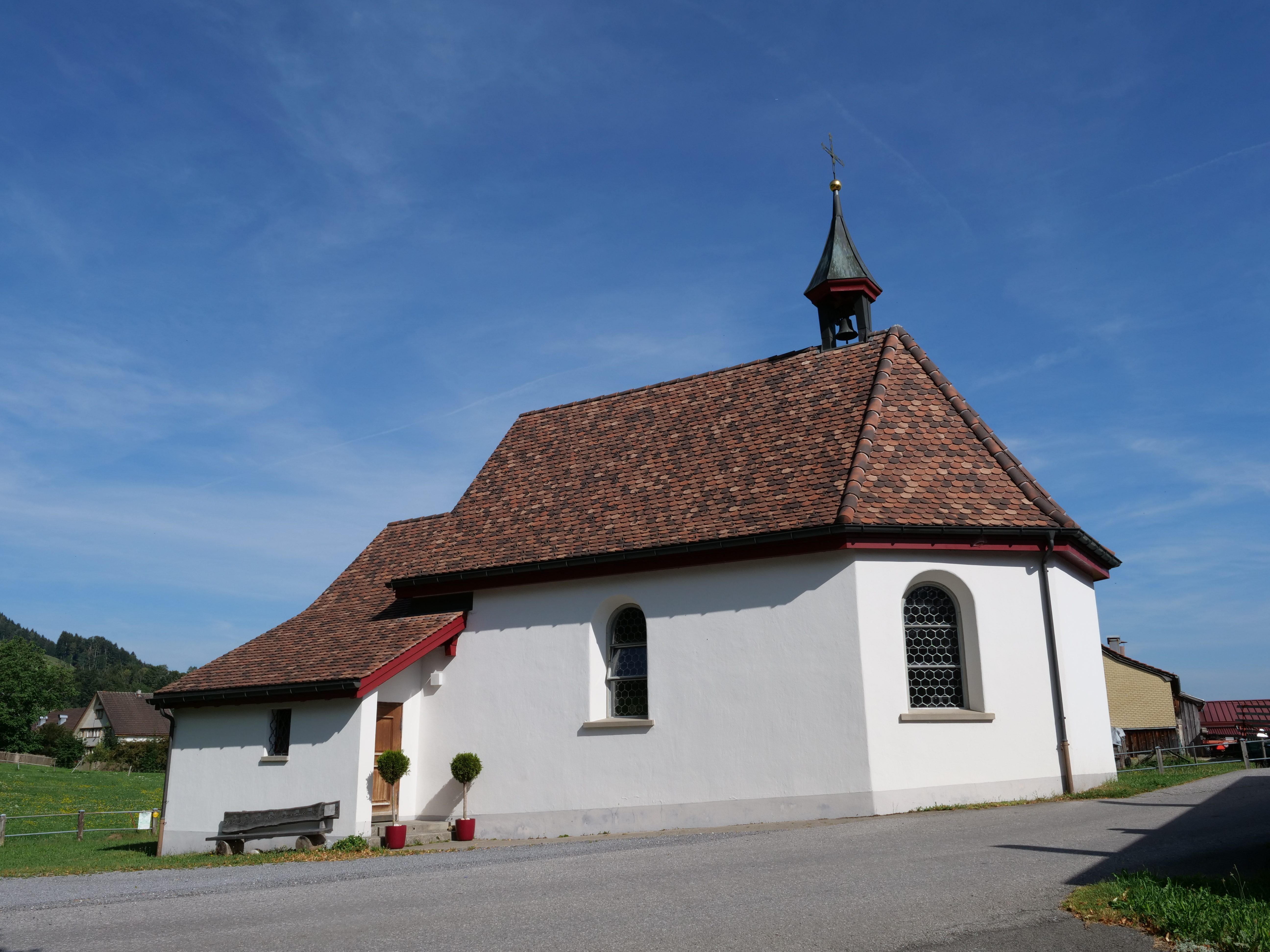
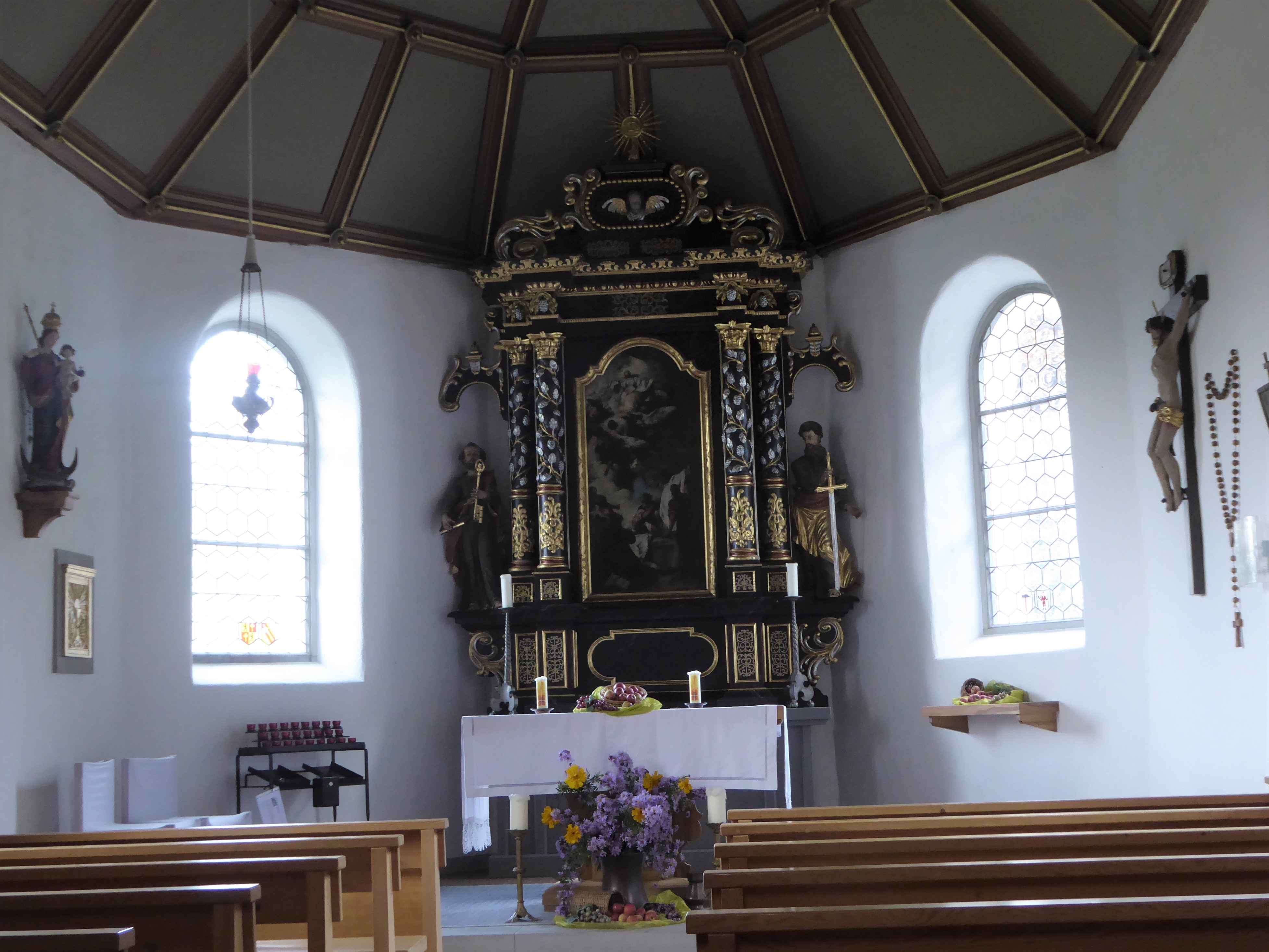

## Persönlichkeiten
- Franz Stark (1916–1991), in Enggenhütten geborener römisch-katholischer Geistlicher und promovierter Historiker